# 三净肉
三淨肉，佛教术语，指没有看见、没有听可信人说、也不怀疑是为自己而杀死的肉類。《律藏》規定，佛教出家眾不能為己主動索求「美食」（如，肉、魚以及乳、酪、石蜜等），而在化緣所得的食物之中，若食物含有肉類，則必須是三淨肉才允許食用。另外也禁止一些古代印度社會普遍不食用的肉，如蛇（龍）肉、象肉、馬肉等。
目前，南傳上座部佛教仍按照《律藏》的傳統規定，允許僧侶食用三淨肉。漢傳佛教按照《大般涅槃經》、《梵網菩薩戒經》等，認為素食是其優良傳統，維持和推崇素食，即使是三淨肉，出家僧侶也不食用。藏傳佛教無素食習慣，但不反對素食，另舉出清辨《中觀心要》的註解作為若食三淨肉並無過失的例證。
《楞嚴經》中出現了五淨肉之說，加上自然死亡和鳥獸殺死的殘餘。

## 律藏記載
佛教律藏對於飲食有種種規定，在其律制中又將食物的型態加以區分，一種稱為正食（Bhojanīya，意為主食，義淨稱噉食、《十誦律》作食），另一種為非正食（Khādanīya，意為副食品，義淨稱嚼食、《十誦律》作噉），稻、麥、粟等穀物製成的飯、粥、麵、糕、餅等食品，還有魚和肉，這些稱為正食。
若依照食物的精緻粗劣程度區分，一種稱為美食（或稱好食、美好食），另一種為麁食（又稱惡食、麁惡食），乳、酪、生酥、熟酥、醍醐等乳製品，胡麻油、芥子油、末杜迦油、蓖麻油、獸油等食用油，蜜及石蜜等糖製品，魚和肉，含有這些稱為美食。
在《律藏》中，釋迦牟尼制定戒律，要求僧人不殺生，不為己主動索求「美食」，禁制十種可惡肉（或稱作十種不淨肉），但開許三淨肉，遮止三不淨肉。殺生是十惡之首，在家居士應當持五戒，其中不殺生是首戒，世人都不應為供養僧人而殺生。律制規定僧人不可食「可惡肉」（不淨肉），各律藏所說種類有異，但大抵包含人之肉，可作國王軍隊的象、馬之肉，旃陀羅(即賤民)才會食用的狗肉，似龍的蛇肉，以及萬獸之王的獅子之肉等。這些古代印度社會普遍不食用的肉，食之為世所譏嫌，故律藏禁止僧人食用。對於普遍食用之肉，則立下三淨肉之制，沒有見到為自己而殺，沒有從可信之人處聽聞為自己而殺，不懷疑其人會為自己殺的肉類，即是三淨肉，與此相違背的肉類即是三不淨肉。

### 三淨肉規定
如《四分律·藥揵度》規定：
|  | 有如此三事因緣，不淨肉，我說不應食。若見為我故殺。若從可信人邊聞為我故殺。若見家中有頭、有皮、有毛，若見有腳、血，又復此人能作十惡業，常是殺者，能為我故殺。如是三種因緣，不清淨肉，不應食。 有三種淨肉，應食。若不故見，不故聞，不故疑，應食。若不見為我故殺，不聞為我故殺，若不見家中有頭、腳、皮、毛、血，又彼人非是殺者，乃至持十善，彼終不為我故，斷眾生命，如是三種淨肉，應食。 若作大祀處肉，不應食。何以故？彼作如是意辦，具來者當與，是故不應食，若食，如法治。 |

又如《五分律·食法》有相同的規定：
|  | 有三種肉，不得食。若見，若聞，若疑。見者，自見為己殺。聞者，從可信人聞為己殺。疑者，疑為己殺。若不見、不聞、不疑，是為淨肉，聽隨意食。 若為比丘殺，比丘及沙彌，不應食，聽比丘尼、式叉摩那、沙彌尼、優婆塞、優婆夷食。若為比丘尼、優婆塞、優婆夷殺，亦如之。 |

戒律要求，屠殺者殺生時心懷的目標食肉者，只要含攝到某持出家戒之人，此人就不可明知其為己殺而仍食用此肉，比如祭祀時屠殺而得之肉，目標食用者為在場的所有人，在場的僧眾不可食。在《大毘婆沙論》的理論中，在殺生場所賣肉或食肉，屬於殺生惡業後起。
是否見聞到屠殺場面，不是觸犯戒律與否的要素，在赤銅鍱部《善見律毘婆沙》中，在不見、不聞、不疑之後，還有見得食、聞得食、疑得食等更細化的規定：
|  | 有見得食，云何有見得食？若見人屠殺，不為比丘，後若得肉，食無罪，是名有見殺得食無罪。聞者，比丘自聞殺聲，不為比丘，比丘若得此肉，比丘得食無罪，是名聞。疑得食無罪，疑者，比丘入聚落乞食，見新肉疑，不敢受，若檀越言，不為比丘殺，得食無罪，是名疑得食。 若檀越為比丘殺，若不見、不聞、不疑，得食無罪。若檀越請二人與食，下座心自念言，此當為上座殺，不為我，我食無罪；上座復自念言，此當為下座殺，本不為我，我食無罪；若如此者，兩各自疑為彼，上、下座疑，俱食無罪。若人為比丘殺，比丘不知，食竟方知，如此者無罪。 若比丘得肉食，應問然後食，何以故？為欲分別淨、不淨得食故，熊、猪肉相似故，不但熊、猪，更有相似者，是故應問。 |

《四分律·藥揵度》和《五分律·食法》等都記載了制定此戒律的因緣。佛教的律藏稱：耆那教信眾師子將軍聽聞佛陀的到來，於是到市場買肉置辦美食供養佛教僧眾。耆那教沙門聽聞此事，就在街巷宣揚唱言，說師子將軍叛師無義，又為佛教僧眾殺生而供養。師子將軍對佛陀說絕無殺生之事，佛陀相信師子將軍的話，不疑有為己殺，允許僧眾食用師子將軍買來的肉，並建立三淨肉的律制。

## 上座部佛教的观点
根據馬哈希尊者，佛教設立三淨肉，是因為食用「非三淨肉」的肉類，缺乏悲心，並且可能為了供養僧人而導致進一步地殺害行為，但是可允許三淨肉。耆那教認為若食用「非三淨肉」的肉類，需承擔一半殺害的業果，這個觀點和佛教不合。
根據班迪達尊者，上座部佛教不認為「吃素能助禪修者更快或更容易見到法」，認為「最好的方式就是如佛陀所教的方式進食，思惟食物的不淨，不去執著任何的食物。不一定得吃素才能修行」。
南傳佛教僧團中，普遍不奉行素食，但有些僧人自願素食，如在緬甸第六次結集擔任大會主席的裊將尊者（Nyaungyan Sayādaw），和漢傳大乘不同的是，這並非僧團戒律，也非強制要求。

## 大乘佛教的观点
大乘佛教中的如來藏學派，其經典，如《楞伽經》
和《大般涅槃經》
等，都主張佛陀釋迦牟尼後期已經制斷肉，完全素食。《文殊師利問經》則稱「以眾生無慈悲力，懷殺害意」，所以在《大雲經》、《指鬘經》、《楞伽經》等制斷食肉。若能不懷害心、大慈悲心，則食肉無罪過。
漢傳佛教受《楞伽經》、《涅槃經》、《梵網菩薩戒經》等影響，認為三淨肉是最終過渡到素食的權宜之法，出家僧侶通常完全素食，不食三淨肉。在《涅槃經》傳入中國前，已有六朝僧人「蔬食長齋」的記載，但一般認為梁武帝對僧眾下詔「制斷酒肉」，是漢傳佛教素食傳統成形的開始。佛教的五戒要求不殺生，但對於飲食，除了遠離飲酒之外，沒有特別規定；若受梵網經菩薩戒，則有禁食肉類和五辛的規定。
通常認為藏傳佛教在蒙藏地區因地理環境關係，高原地不長莊稼，缺乏食物，且高原气候寒冷，人需要更多热量及高营养价值食品以维持生命，所以不推行素食。另外，根據達賴喇嘛的說法，在大乘經藏中有未禁止三淨肉者，也有像《楞伽經》那樣完全禁止者，另舉出清辨《中觀心要》的註解作為若食三淨肉並無過失的例證。
一些著名藏傳僧人鼓勵素食。達賴喇嘛於2005年宣布自己已開始素食，並鼓勵西藏青年開展素食的風氣。